# شهرستان ساقارچگه
شهرستان ساقارچگه (به ترکمنی: Sakarçäge etraby، ساقارچأگه اطرابیٛ) یک شهرستان در ترکمنستان است که در استان مرو واقع شده‌است.
نام این شهرستان به معنی «ساقه‌ی شکر» می باشد.
در تاریخ ۹ نوامبر ۲۰۲۲، شهرستان اغوزخان منحل شده، و اراضی آن به دو شهرستان مرغاب و ساقارچگه واگذار شد. مرکز شهرستان، شهرک اغوزخان، به مرغاب واگذار شد. 
۶ سال پیش از آن، در تاریخ ۲۴ ژوییه سال ۲۰۱۶، شهرستان آلتین صحرا منحل شده و اراضی آن به شهرستان اغوزخان اضافه شده بود. اراضی این شهرستان منحل شده نیز بین مرغاب و ساقارچگه تقسیم شد. مرکز شهرستان منحل شده آلتین صحرا، شهرک فراغت (پاراحات)،  به ساقارچگه واگذار شد.

## تقسیمات اداری
شهرستان ساقارچگه شامل دو شهر، دو شهرک، و بیست و یک شورای روستایی می‌باشد.
- شهرها (şäherler / شأهرلر)
  - ساقارچگه (Sakarçäge / ساقارچأگه)
  - شادلیق (Şatlyk / شاتلیٛق)

- شهرک‌ها (şäherçeler / شأهرچه‌لر)
  - دولت‌لی زمان (Döwletli zaman / دؤولت‌لی زامان)
    - فراغت (Parahat / پاراحات)

- شوراهای روستایی (oba geňeşlikleri / اوْبا گنگشلیکلری)
  - آغزی‌بیر (Agzybir / آغزیٛ‌بیر)
    - ‌آرقه‌داغ (Arkadag / آرقاداق)
    - آغزی‌بیر (Agzybir / آغزیٛ‌بیر)

  - ‌ آق‌یاپ (Akýap / آق‌یاپ)
    - ‌ آق‌یاپ (Akýap / آق‌یاپ)
    - چتی‌لی (Çetili / چتی‌لی)

  - آلتین‌زمان (Altyn zaman / آلتیٛن‌زامان)
    - لاله‌زار (Lälezar / لأله‌زار)

  - برکت (Bereket / برکت)
    - برکت (Bereket / برکت)

  - چاشغین (Çaşgyn / چاشغیٛن)
    - چاشغین (Çaşgyn / چاشغیٛن)

  - چرکس‌کول (Çerkezköl / چرکزکؤل)
    - چرکس‌کول (Çerkezköl / چرکزکؤل)

  - خواجه‌تپه (Hojadepe / حوْجادپه)
    - خواجه‌تپه (Hojadepe / حوْجادپه)

  - دهقان (Daýhan / دایحان)
    - آلاجه‌گوز (Alajagöz / آلاجاگؤز)
    - دوغری‌یول (Dogryýol / دوْغریٛ‌یوْل)

  - ساقارچگه (Sakarçäge / ساقارچأگه)
    - دویه‌دارچیلیق (Düýedarçylyk / دوٚیه‌دارچیٛلیٛق)
    - گوک‌گنبد (Gökgümmez / گؤک‌گوٚمبذ)

  - قره‌یاپ (Garaýap / قارایاپ)
    - قره‌یاپ (Garaýap / قارایاپ)

  - سلطانیذ (Soltanyz / سوْلطانیٛد)
    - سلطانیذ (Soltanyz / سوْلطانیٛد)
    - قرکویلی (Kyrköýli / قیٛرکؤیلی)

  - سویون‌ساری (Söýünsary / سؤیوٚن‌ساریٛ)
    - سویون‌ساری (Söýünsary / سؤیوٚن‌ساریٛ)

  - قرغان‌قلعه (Gorgangala / قوْرغان‌قالا)
    - ‌ بخشی (Bagşy / باغشیٛ)

  - قزل‌قوم (Gyzylgum / قیٛزیٛل‌قوُم)
    - بوری (Böri / بؤری)
    - دانگاتار ساهدوف (Daňatar Sähedow adyndaky / دانگاتار سأهدوف آدیٛنداقیٛ)
    - قزل‌قوم (Gyzylgum / قیٛزیٛل‌قوُم)
    - ماوی‌تبر (Mawyteber / ماویٛ‌تبر)

  - قوم‌گذر (Gumgüzer / قوُم‌گوٚذر)
    - دورت‌قویی (Dörtguýy / دؤرت‌قوُیی)
    - غریب‌آته (Garybata / غاریٛب‌آتا)
    - قوم‌گذر (Gumgüzer / قوُم‌گوٚذر)

  - ‌ کسه‌یاپ (Keseýap / کسه‌یاپ)
    - ‌ کسه‌یاپ (Keseýap / کسه‌یاپ)

  - گلستان (Gülüstan / گوٚلوٚستان)
    - حقیقت (Hakykat / حاقیٛقات)
    - گلستان (Gülüstan / گوٚلوٚستان)

  - گورلده (Görelde / گؤرلده)
    - آینه‌کول (Aýnaköl / آیناکؤل)
    - گورلده (Görelde / گؤرلده)

  - گوک‌خان (Gökhan / گؤک‌حان)
    - آی‌خان (Aýhan / آی‌حان)
    - داغ‌خان (Daghan / داغ‌حان)
    - گوک‌خان (Gökhan / گؤک‌حان)
    - گون‌خان‌ (Günhan / گوٚن‌حان)

  - مردانه (Merdana / مردانه)
    - آزادلیق (Azatlyk / آزاتلیٛق)

  - یولدوزخان (Ýyldyzhan / ییٛلدیٛزحان)
    - یولدوزخان (Ýyldyzhan / ییٛلدیٛزحان)